# 塔皮斯
塔皮斯是巴西南大河州的一个市镇。总面积804.091平方公里，总人口16575人，人口密度20.6人/平方公里。